# Franz Islacker
Franz Islacker (Essen, 3 febbraio 1926 – 1º luglio 1970) è stato un calciatore tedesco, di ruolo attaccante.

## Palmarès

### Club

#### Competizioni nazionali
- Campionato tedesco: 1

Rot-Weiss Essen: 1954-1955
- Coppa di Germania: 1

Rot-Weiss Essen: 1952-1953